# MMPIP
MMPIP je lek koji se koristi u naučnim istraživanjima. On deluje kao selektivni antagonist za podtip metabotropnog glutamatnog receptora 7. Ovaj podtip receptora učestvuje u responsu na kokain u mozgu.

## Spoljašnje veze
|  | Molimo Vas, obratite pažnju na važno upozorenje u vezi sa temama iz oblasti medicine (zdravlja). |